# Чемпіонат Європи з легкої атлетики 2010
Чемпіонат Європи з легкої атлетики 2010 відбувся 27 липня-1 серпня в Барселоні на Олімпійському стадіоні ім. Люїса Кумпаньша.
Цей чемпіонат Європи став першим, котрий був проведений на іспанській території. Але й без європейського турніру Іспанія мала досвід проведення найбільших атлетичних змагань. Зокрема, в 1999 Севілья приймала чемпіонат світу, а в 1992 в Барселоні, серед іншого, проходив легкоатлетичний турнір в програмі літніх Олімпійських ігор.
На чемпіонаті було розіграно 47 комплектів нагород. Переможцем медального заліку втретє поспіль стала команда Росії. Команда України змогла вибороти 6 нагород, дві з яких є золотими і посіла у медальному заліку підсумкове сьоме командне місце серед 50 країн-учасниць.
Найбільшим тріумфатором змагань став французький спринтер Крістоф Леметр, котрий виборов три золоті нагороди. Його партнер по збірній Мартіаль Мбанджок також здобув три нагороди, однак лише одна з них була золотою, а дві інші — бронзовими. Дві перемоги здобув британський стаєр Мо Фара.

## Розклад змагань
| З | Попередні забіги | К | Кваліфікаційний раунд | ½ | Півфінали | Ф | Фінал |

| Дата →        | 27.07 | 27.07 | 28.07 | 28.07 | 28.07 | 29.07 | 29.07 | 30.07 | 30.07 | 30.07 | 31.07 | 31.07 | 1.08 | 1.08 |
| Дисцтпліна ↓  | Р     | В     | Р     | В     | В     | Р     | В     | Р     | В     | В     | Р     | В     | Р    | В    |
| ------------- | ----- | ----- | ----- | ----- | ----- | ----- | ----- | ----- | ----- | ----- | ----- | ----- | ---- | ---- |
| 100 м         | З     | З     |       | ½     | Ф     |       |       |       |       |       |       |       |      |      |
| 200 м         |       |       |       |       |       | З     | ½     |       | Ф     | Ф     |       |       |      |      |
| 400 м         | З     |       |       | ½     | ½     |       |       |       | Ф     | Ф     |       |       |      |      |
| 800 м         |       |       | З     |       |       |       | ½     |       |       |       |       | Ф     |      |      |
| 1500 м        |       |       |       | З     | З     |       |       |       | Ф     | Ф     |       |       |      |      |
| 5000 м        |       |       |       |       |       |       | З     |       |       |       |       | Ф     |      |      |
| 10000 м       |       | Ф     |       |       |       |       |       |       |       |       |       |       |      |      |
| Марафон       |       |       |       |       |       |       |       |       |       |       |       |       | Ф    |      |
| 110 м з/б     |       |       |       |       |       | З     |       |       | ½     | Ф     |       |       |      |      |
| 400 м з/б     |       |       | З     |       |       |       | ½     |       |       |       |       | Ф     |      |      |
| 3000 м з/п    |       |       |       |       |       |       |       | З     |       |       |       |       |      | Ф    |
| 4×100 м       |       |       |       |       |       |       |       |       |       |       | К     |       |      | Ф    |
| 4×400 м       |       |       |       |       |       |       |       |       |       |       | К     |       |      | Ф    |
| Ходьба 20 км  | Ф     |       |       |       |       |       |       |       |       |       |       |       |      |      |
| Ходьба 50 км  |       |       |       |       |       |       |       | Ф     |       |       |       |       |      |      |
| Довжина       |       |       |       |       |       |       |       |       | К     | К     |       |       |      | Ф    |
| Потрійний     |       | К     |       |       |       |       | Ф     |       |       |       |       |       |      |      |
| Висота        |       | К     |       |       |       |       | Ф     |       |       |       |       |       |      |      |
| Жердина       |       |       |       |       |       | К     |       |       |       |       |       | Ф     |      |      |
| Ядро          |       |       |       |       |       |       |       | К     |       |       |       | Ф     |      |      |
| Диск          |       |       |       |       |       |       |       |       |       |       | К     |       |      | Ф    |
| Молот         | К     |       |       | Ф     | Ф     |       |       |       |       |       |       |       |      |      |
| Спис          |       |       |       |       |       |       |       | К     |       |       |       | Ф     |      |      |
| Десятиборство |       |       | Ф     | Ф     | Ф     | Ф     | Ф     |       |       |       |       |       |      |      |

| Дата →       | 27.07 | 27.07 | 28.07 | 28.07 | 29.07 | 29.07 | 29.07 | 30.07 | 30.07 | 31.07 | 31.07 | 31.07 | 1.08 | 1.08 |
| Дисципліна ↓ | Р     | В     | Р     | В     | Р     | В     | В     | Р     | В     | Р     | В     | В     | Р    | В    |
| ------------ | ----- | ----- | ----- | ----- | ----- | ----- | ----- | ----- | ----- | ----- | ----- | ----- | ---- | ---- |
| 100 м        |       |       | З     |       |       | ½     | Ф     |       |       |       |       |       |      |      |
| 200 м        |       |       |       |       |       |       |       | З     | ½     |       | Ф     | Ф     |      |      |
| 400 м        |       |       |       | З     |       |       |       |       | Ф     |       |       |       |      |      |
| 800 м        |       | З     |       | ½     |       |       |       |       | Ф     |       |       |       |      |      |
| 1500 м       |       |       |       |       |       |       |       |       | З     |       |       |       |      | Ф    |
| 5000 м       |       |       |       |       |       |       |       |       |       |       |       |       |      | Ф    |
| 10000 м      |       |       |       | Ф     |       |       |       |       |       |       |       |       |      |      |
| Марафон      |       |       |       |       |       |       |       |       |       | Ф     |       |       |      |      |
| 100 м з/б    |       |       |       |       |       |       |       | З     |       |       | ½     | Ф     |      |      |
| 400 м з/б    | З     |       |       | ½     |       |       |       |       | Ф     |       |       |       |      |      |
| 3000 м з/п   |       |       | З     |       |       |       |       |       | Ф     |       |       |       |      |      |
| 4×100 м      |       |       |       |       |       |       |       |       |       | К     |       |       |      | Ф    |
| 4×400 м      |       |       |       |       |       |       |       |       |       | К     |       |       |      | Ф    |
| Ходьба 20 км |       |       | Ф     |       |       |       |       |       |       |       |       |       |      |      |
| -            |       |       |       |       |       |       |       |       |       |       |       |       |      |      |
| Довжина      | К     |       |       | Ф     |       |       |       |       |       |       |       |       |      |      |
| Потрійний    |       |       |       |       | К     |       |       |       |       |       | Ф     | Ф     |      |      |
| Висота       |       |       |       |       |       |       |       | К     |       |       |       |       |      | Ф    |
| Жердина      |       |       | К     |       |       |       |       |       | Ф     |       |       |       |      |      |
| Ядро         | К     | Ф     |       |       |       |       |       |       |       |       |       |       |      |      |
| Диск         | К     |       |       | Ф     |       |       |       |       |       |       |       |       |      |      |
| Молот        |       |       | К     |       |       |       |       |       | Ф     |       |       |       |      |      |
| Спис         |       | К     |       |       |       | Ф     | Ф     |       |       |       |       |       |      |      |
| Семиборство  |       |       |       |       |       |       |       | Ф     | Ф     | Ф     | Ф     | Ф     |      |      |

## Призери

### Чоловіки
| Дисципліни                   | Золото                                                                                         | Золото     | Срібло                                                                     | Срібло     | Бронза                                                                                   | Бронза     |
| ---------------------------- | ---------------------------------------------------------------------------------------------- | ---------- | -------------------------------------------------------------------------- | ---------- | ---------------------------------------------------------------------------------------- | ---------- |
| 100 метрів                   | Крістоф Леметр Франція                                                                         | 10,11      | Марк Льюїс-Френсіс Велика Британія                                         | 10,18      | Мартіаль Мбанджок Франція                                                                | 10,18      |
| 200 метрів                   | Крістоф Леметр Франція                                                                         | 20,37      | Крістіан Малкольм Велика Британія                                          | 20,38 SB   | Мартіаль Мбанджок Франція                                                                | 20,42      |
| 400 метрів                   | Кевін Борле Бельгія                                                                            | 45,08      | Майкл Бінем Велика Британія                                                | 45,23      | Мартін Руні Велика Британія                                                              | 45,23      |
| 800 метрів                   | Марцин Левандовський Польща                                                                    | 1.47,17    | Майкл Ріммер Велика Британія                                               | 1.47,17    | Адам Кщот Польща                                                                         | 1.47,22    |
| 1500 метрів                  | Артуро Касадо Іспанія                                                                          | 3.42,74    | Карстен Шланген Німеччина                                                  | 3.43,52    | Мануель Ольмедо Іспанія                                                                  | 3.43,54    |
| 5000 метрів                  | Мо Фара Велика Британія                                                                        | 13.31,18   | Хесус Еспанья Іспанія                                                      | 13.33,12   | Хайле Ібрагімов Азербайджан                                                              | 13.34,15   |
| 10000 метрів                 | Мо Фара Велика Британія                                                                        | 28.24,99   | Кріс Томпсон Велика Британія                                               | 28.27,33   | Данієле Меуччі Італія                                                                    | 28.27,33   |
| 110 метрів з бар'єрами       | Енді Тернер Велика Британія                                                                    | 13,28      | Гарфілд Дар'ян Франція                                                     | 13,34 PB   | Кішш Данієль Угорщина                                                                    | 13,39      |
| 400 метрів з бар'єрами       | Дай Грін Велика Британія                                                                       | 48,12      | Різ Вільямс Велика Британія                                                | 48,96 PB   | Станіслав Мельников Україна                                                              | 49,09 PB   |
| 3000 метрів з перешкодами[a] | Маєдін Мекіссі-Бенаббад Франція                                                                | 8.07,87 CR | Буабделла Тарі Франція                                                     | 8.09,28    | Іон Лучанов Молдова                                                                      | 8.19,64 SB |
| 4×100 метрів                 | Франція Джиммі Віко Крістоф Леметр П'єр-Алексі Пессонно Мартіаль Мбанджок Імаад Галлай (забіг) | 38,11      | Італія Роберто Донаті Сімоне Колліо Емануеле ді Грегоріо Мауріціо Кеккуччі | 38,17 NR   | Німеччина Тобіас Унгер Маріус Бренінг Александр Косенков Мартін Келлер                   | 38,44      |
| 4×400 метрів                 | Росія Максим Дилдін Олексій Аксьонов Володимир Краснов Павло Треніхін Сергій Петухов (забіг)   | 3.02,14    | Велика Британія Конрад Вільямс Майкл Бінем Мартін Руні Роберт Тобін        | 3.02,25 NR | Бельгія Арно Дестатт Кевін Борле Седрік ван Брантегем Йонатан Борле Нільс Дюрінк (забіг) | 3.02,60    |
|                              |                                                                                                |            |                                                                            |            |                                                                                          |            |
| Марафон                      | Віктор Ретлін Швейцарія                                                                        | 2:15.31    | Хосе Мануель Мартінес Іспанія                                              | 2:17.50    | Дмитро Сафронов Росія                                                                    | 2:18.16    |
| Ходьба 20 кілометрів[b]      | Алекс Швацер Італія                                                                            | 1:20.38    | Жуан Вієйра Португалія                                                     | 1:20.49 SB | Роберт Геффернан Ірландія                                                                | 1:21.00    |
| Ходьба 50 кілометрів         | Йоанн Дініз Франція                                                                            | 3:40.37    | Гжегош Судоль Польща                                                       | 3:42.24 PB | Сергій Бакулін Росія                                                                     | 3:43.26 PB |
|                              |                                                                                                |            |                                                                            |            |                                                                                          |            |
| Стрибки у висоту             | Олександр Шустов Росія                                                                         | 2,33       | Іван Ухов Росія                                                            | 2,31       | Мартін Бернард Велика Британія                                                           | 2,29       |
| Стрибки з жердиною           | Рено Лавіллені Франція                                                                         | 5,85       | Максим Мазурик Україна                                                     | 5,80 SB    | Пшеміслав Червінський Польща                                                             | 5,75 SB    |
| Стрибки у довжину            | Крістіан Райф Німеччина                                                                        | 8,47 CR PB | Кафетьєн Гомі Франція                                                      | 8,24 PB    | Крістофер Томлінсон Велика Британія                                                      | 8,23 SB    |
| Потрійний стрибок            | Філліпс Ідову Велика Британія                                                                  | 17,81 PB   | Маріан Опря Румунія                                                        | 17,51 SB   | Тедді Тамго Франція                                                                      | 17,45      |
| Штовхання ядра[c]            | Томаш Маєвський Польща                                                                         | 21,00      | Ральф Бартельс Німеччина                                                   | 20,93      | Маріс Уртанс Латвія                                                                      | 20,72      |
| Метання диска                | Пйотр Малаховський Польща                                                                      | 68,87      | Роберт Гартінг Німеччина                                                   | 68,47      | Фазекаш Роберт Угорщина                                                                  | 66,43      |
| Метання молота               | Лібор Гарфрейтаг Словаччина                                                                    | 80,02      | Нікола Віццоні Італія                                                      | 79,12      | Парш Крістіан Угорщина                                                                   | 79,06      |
| Метання списа                | Андреас Торкільдсен Норвегія                                                                   | 88,37      | Маттіас де Цордо Німеччина                                                 | 87,81      | Теро Піткямякі Фінляндія                                                                 | 86,67      |
|                              |                                                                                                |            |                                                                            |            |                                                                                          |            |
| Десятиборство                | Ромен Барра Франція                                                                            | 8453       | Елко Сінтніколас Нідерланди                                                | 8436 PB    | Андрій Кравченко Білорусь                                                                | 8370 SB    |

a  Іспанець Хосе Луїс Бланко був третім у чоловічому стипль-чезі з результатом 8.19,15, проте пізніше був дискваліфікований за порушення антидопінгових правил, що призвело до анулювання здобутої медалі.
b  Росіянин Станіслав Ємельянов був першим на фініші 20-кіілометрової дистанції спортивної ходьби серед чоловіків з результатом 1:20:10, проте у 2014 був дискваліфікований за порушення антидопінгових правил, що призвело до анулювання здобутої перемоги.
c  Андрій Міхневич виграв змагання штовхальників ядра з результатом 21,01 м, проте у липні 2013, внаслідок дискваліфікації за порушення антидопінгових правил (позитивною виявилася його допінг-проба, взята на чемпіонаті світу-2005), всі його результати, починаючи з серпня 2005 (в тому числі й «золотий» виступ у Барселоні) були анульовані.

### Жінки
| Дисципліни                   | Золото                                                                                          | Золото     | Срібло | Срібло      | Бронза                                                              | Бронза      |
| ---------------------------- | ----------------------------------------------------------------------------------------------- | ---------- | --- | ----------- | ------------------------------------------------------------------- | ----------- |
| 100 метрів                   | Верена Зайлер Німеччина                                                                         | 11,10 PB   | Веронік Манг Франція                                                                                                | 11,11 PB    | Міріам Сумаре Франція                                               | 11,18 PB    |
| 200 метрів                   | Міріам Сумаре Франція                                                                           | 22,32      | Єлізавета Бризгіна Україна                                                                                          | 22,44 PB    | Олександра Федоріва Росія                                           | 22,44       |
| 400 метрів[d]                | Ксенія Усталова Росія                                                                           | 49,92 PB   | Антоніна Кривошапка Росія                                                                                           | 50,10 SB    | Лібанія Грено Італія                                                | 50,43 SB    |
| 800 метрів[e]                | Івонне Гак Нідерланди                                                                           | 1.58,85 PB | Дженні Медоуз Велика Британія                                                                                       | 1.59,39     | Люція Клоцова Словаччина                                            | 1.59,64     |
| 1500 метрів                  | Нурія Фернандес Іспанія                                                                         | 4.00,20 PB | Інд Деїба Франція                                                                                                   | 4.01,17     | Наталія Родрігес Іспанія                                            | 4.01,30 SB  |
| 5000 метрів[f]               | Елван Абейлеґессе Туреччина                                                                     | 14.54,44   | Сара Морейра Португалія                                                                                             | 14.54,71 PB | Джессіка Аугусту Португалія                                         | 14.58,47    |
| 10000 метрів[g]              | Елван Абейлеґессе Туреччина                                                                     | 31.10,23   | Джессіка Аугусту Португалія                                                                                         | 31.25,77    | Гільда Кібет Нідерланди                                             | 31.36,90 SB |
| 100 метрів з бар'єрами       | Невін Янит Туреччина                                                                            | 12,63 NR   | Дервал О'Рурк Ірландія                                                                                              | 12,65 NR    | Каролін Нітра Німеччина                                             | 12,68       |
| 400 метрів з бар'єрами       | Наталя Антюх Росія                                                                              | 52,92 CR   | Ваня Стамболова Болгарія                                                                                            | 53,82 NR    | Перрі Шейкс-Дрейтон Велика Британія                                 | 54,18 PB    |
| 3000 метрів з перешкодами[h] | Юлія Заруднєва Росія                                                                            | 9.17,57 CR | Гатті Дін Велика Британія                                                                                           | 9.30,19 PB  | Віолетта Франкевич Польща                                           | 9.34,13     |
| 4×100 метрів                 | Україна Олеся Повх Наталя Погребняк Марія Рємєнь Єлізавета Бризгіна Олена Чебану (забіг)        | 42,29      | Франція Міріам Сумаре Веронік Манг Ліна Жак-Себастьян Крістін Аррон Неллі Банко (забіг) Селін Дістель-Бонне (забіг) | 42,45       | Польща Маріка Попович Дарія Корчинська Марта Єшке Вероніка Ведлер   | 42,68 NR    |
| 4×400 метрів[d]              | Німеччина Жанін Лінденберг Естер Кремер Фаб'єнне Кольман Клаудія Гоффманн Джилл Річардс (забіг) | 3.24,07    | Велика Британія Нікола Сандерс Мерілін Окоро Перрі Шейкс-Дрейтон Лі Макконнелл Вікі Барр (забіг)                    | 3.24,32     | Італія К'яра Баццоні Марта Мілані Марія Енріка Спакка Лібанія Грено | 3.24,32     |
|                              |                                                                                                 |            | |             |                                                                     |             |
| Марафон[i]                   | Анна Інчерті Італія                                                                             | 2:32.48    | Тетяна Філонюк Україна                                                                                              | 2:33.57     | Ізабелла Андерссон Швеція                                           | 2:34.43     |
| Ходьба 20 кілометрів[j]      | Аніся Кірдяпкіна Росія                                                                          | 1:28.55    | Віра Соколова Росія                                                                                                 | 1:29.32     | Мелані Зегер Німеччина                                              | 1:29.43     |
|                              |                                                                                                 |            | |             |                                                                     |             |
| Стрибки у висоту             | Бланка Влашич Хорватія                                                                          | 2,03 CR    | Емма Грін Швеція | 2,01 PB     | Аріане Фрідріх Німеччина                                            | 2,01        |
| Стрибки з жердиною           | Світлана Феофанова Росія                                                                        | 4,75 SB    | Зільке Шпігельбург Німеччина                                                                                        | 4,65        | Ліза Рижих Німеччина                                                | 4,65 PB     |
| Стрибки у довжину            | Інета Радевич Латвія                                                                            | 6,92 NR    | Найде Гомеш Португалія                                                                                              | 6,92 SB     | Ольга Кучеренко Росія                                               | 6,84        |
| Потрійний стрибок            | Ольга Саладуха Україна                                                                          | 14,81      | Сімона ла Мантія Італія                                                                                             | 14,56       | Світлана Большакова Бельгія                                         | 14,55       |
| Штовхання ядра[k]            | Анна Авдєєва Росія                                                                              | 19,39      | Яніна Корольчик Білорусь                                                                                            | 19,29       | Ольга Іванова Росія                                                 | 19,02       |
| Метання диска                | Сандра Перкович Хорватія                                                                        | 64,67      | Ніколета Грасу Румунія                                                                                              | 63,48       | Йоанна Вишневська Польща                                            | 62,37 SB    |
| Метання молота               | Бетті Гайдлер Німеччина                                                                         | 76,38 SB   | Тетяна Лисенко Росія                                                                                                | 75,65       | Аніта Влодарчик Польща                                              | 73,56       |
| Метання списа                | Лінда Шталь Німеччина                                                                           | 66,81 PB   | Крістіна Оберґфелль Німеччина                                                                                       | 65,58       | Барбора Шпотакова Чехія                                             | 65,36       |
|                              |                                                                                                 |            | |             |                                                                     |             |
| Семиборство                  | Джессіка Енніс Велика Британія                                                                  | 6823 CR PB | Наталія Добринська Україна                                                                                          | 6778 PB     | Дженніфер Езер Німеччина                                            | 6683 PB     |

d  Росіянка Тетяна Фірова виграла біг на 400 метрів у жінок з результатом 49,89 та здобула золоту нагороду у складі російської команди в естафеті 4×400 метрів (разом з Наталією Назаровою, Ксенією Задоріною (обидві бігли тільки в забігах), Анастасією Капачинською, Антоніною Кривошапкою та Ксенією Усталовою), проте була пізніше дискваліфікована за порушення антидопінгових правил, що призвело до анулювання її особистого результату та результату естафетної збірної, а також до перерозподілу нагород у обох дисциплінах.
е  Росіянка Марія Савінова, яка виграла біг на 800 метрів у жінок з результатом 1.58,22, була пізніше дискваліфікована за порушення антидопінгових правил, що призвело до анулювання її результату та перерозподілу нагород.
f  Алеміту Бекеле з Туреччини, яка виграла біг на 5000 метрів у жінок з результатом 14.52,20, була пізніше дискваліфікована за порушення антидопінгових правил, що призвело до анулювання її результату та перерозподілу нагород.
g  Росіянка Інга Абітова була другою в бігу на 10000 метрів серед жінок з результатом 31.22,83, проте була пізніше дискваліфікована за порушення антидопінгових правил, що призвело до анулювання її результату та перерозподілу нагород.
h  Іспанка Марта Домінгес та росіянка Любов Харламова, які посіли у стипль-чезі серед жінок друге та третє місце з результатами 9.17,74 та 9.29,82 відповідно, були пізніше дискваліфіковані за порушення антидопінгових правил, що призвело до анулювання їх результатів та перерозподілу нагород.
i  Живіле Бальчунайте з Литви та росіянка Наїля Юламанова, які посіли у марафонському бігу серед жінок перше та друге місце з результатами 2:31.14 та 2:32.15 відповідно, були пізніше дискваліфіковані за порушення антидопінгових правил, що призвело до анулювання їх результатів та перерозподілу нагород.
j  Росіянка Ольга Каніськіна виграла 20-кілометровий захід серед жінок з результатом 1:27.44, проте була пізніше дискваліфікована за порушення антидопінгових правил, що призвело до анулювання її результату та перерозподілу нагород.
k  Білоруски Надія Остапчук та Наталія Міхневич посіли у штовханні ядра перше та друге місце з результатами 20,48 м та 19,53 м відповідно, проте були пізніше дискваліфіковані за порушення антидопінгових правил, що призвело до анулювання їх результатів та перерозподілу нагород.

## Медальний залік
| Місце                | Країна               | Золото | Срібло | Бронза | Загалом |
| -------------------- | -------------------- | ------ | ------ | ------ | ------- |
| 1                    | Франція              | 8      | 6      | 4      | 18      |
| 2                    | Росія                | 8      | 4      | 5      | 17      |
| 3                    | Велика Британія      | 6      | 10     | 4      | 20      |
| 4                    | Німеччина            | 5      | 6      | 6      | 17      |
| 5                    | Польща               | 3      | 1      | 6      | 10      |
| 6                    | Туреччина            | 3      | 0      | 0      | 3       |
| 7                    | Україна              | 2      | 4      | 1      | 7       |
| 8                    | Італія               | 2      | 3      | 3      | 8       |
| 9                    | Іспанія              | 2      | 2      | 2      | 6       |
| 10                   | Хорватія             | 2      | 0      | 0      | 2       |
| 11                   | Нідерланди           | 1      | 1      | 1      | 3       |
| 12                   | Бельгія              | 1      | 0      | 2      | 3       |
| 13                   | Латвія               | 1      | 0      | 1      | 2       |
| 13                   | Словаччина           | 1      | 0      | 1      | 2       |
| 15                   | Норвегія             | 1      | 0      | 0      | 1       |
| 15                   | Швейцарія            | 1      | 0      | 0      | 1       |
| 17                   | Португалія           | 0      | 4      | 1      | 5       |
| 18                   | Румунія              | 0      | 2      | 0      | 2       |
| 19                   | Ірландія             | 0      | 1      | 1      | 2       |
| 19                   | Білорусь             | 0      | 1      | 1      | 2       |
| 19                   | Швеція               | 0      | 1      | 1      | 2       |
| 22                   | Болгарія             | 0      | 1      | 0      | 1       |
| 23                   | Угорщина             | 0      | 0      | 3      | 3       |
| 24                   | Азербайджан          | 0      | 0      | 1      | 1       |
| 24                   | Молдова              | 0      | 0      | 1      | 1       |
| 24                   | Фінляндія            | 0      | 0      | 1      | 1       |
| 24                   | Чехія                | 0      | 0      | 1      | 1       |
| Загалом (27 збірних) | Загалом (27 збірних) | 47     | 47     | 47     | 141     |